# 诺伊道附近林巴赫
诺伊道附近林巴赫是奥地利施蒂利亚州哈特贝格县的一个市镇。总面积7.71平方公里，总人口334人，人口密度43.3人/平方公里（2005年）。